# Бах, Август
Август Бах (нем. August Bach; 30 августа 1897, Райдт, Пруссия — 23 марта 1966, Берлин) — немецкий журналист, государственный деятель в ГДР. Член ХДС. Председатель Палаты земель ГДР в 1955—1958 годах.

## Биография
Во время Первой мировой войны был призван в армию и попал во французский плен. В 1918—1922 годах изучал историю в университетах Берна, Франкфурта-на-Майне и Берлина. Был членом Немецкой демократической партии. После Второй мировой войны вступил в ХДС. В 1949—1952 годах был депутатом ландтага Тюрингии и заместителем его председателя. В 1949—1955 годах был членом Народной палаты ГДР и одним из руководителей фракции ХДС. В 1955—1958 годах был членом и председателем Палаты земель. В 1958—1963 годах занимал пост заместителя президента ГДР, а позднее председателя Государственного совета ГДР.